# ميتشيهيرو تسوروتا
ميتشيهيرو تسوروتا (باليابانية: 鶴田 道弘) (4 يناير 1968 في آيتشي في اليابان – )؛ هو لاعب كرة قدم ياباني سابق كان يلعب كلاعب وسط.

## وصلات خارجية
- ميتشيهيرو تسوروتا على موقع رابطة كرة القدم اليابانية للمحترفين (اليابانية)
- ميتشيهيرو تسوروتا على موقع عالم كرة القدم.نت (الإنجليزية)